# GPU switching

Una placa base clásica con procesadores gráficos integrados en la placa, una tarjeta gráfica discreta puede ser instalada en una ranura PCI

GPU switching es un mecanismo utilizado en ordenadores con varios controladores gráficos. Este mecanismo permite al usuario maximizar el rendimiento gráfico o prolongar la duración de la batería mediante la conmutación entre las tarjetas gráficas. Se utiliza principalmente en portátiles para juegos que suelen tener un dispositivo gráfico integrado y una tarjeta de video discreta.

## Componentes básicos
La mayoría de los ordenadores que utilizan esta función contienen procesadores gráficos integrados y tarjetas gráficas dedicadas que se aplican a las siguientes categorías.

### Gráficos integrados
También conocido como: Gráficos integrados, soluciones gráficas compartidas, procesadores gráficos integrados (IGP) o arquitectura de memoria unificada (UMA). Este tipo de procesadores gráficos suelen tener muchas menos unidades de procesamiento y comparten la misma memoria con la CPU.
A veces los procesadores gráficos están integrados en una placa base. Esto se conoce comúnmente como: gráficos en placa. Una placa base con procesadores gráficos integrados no requiere una tarjeta gráfica discreta o una CPU con procesadores gráficos para funcionar. 

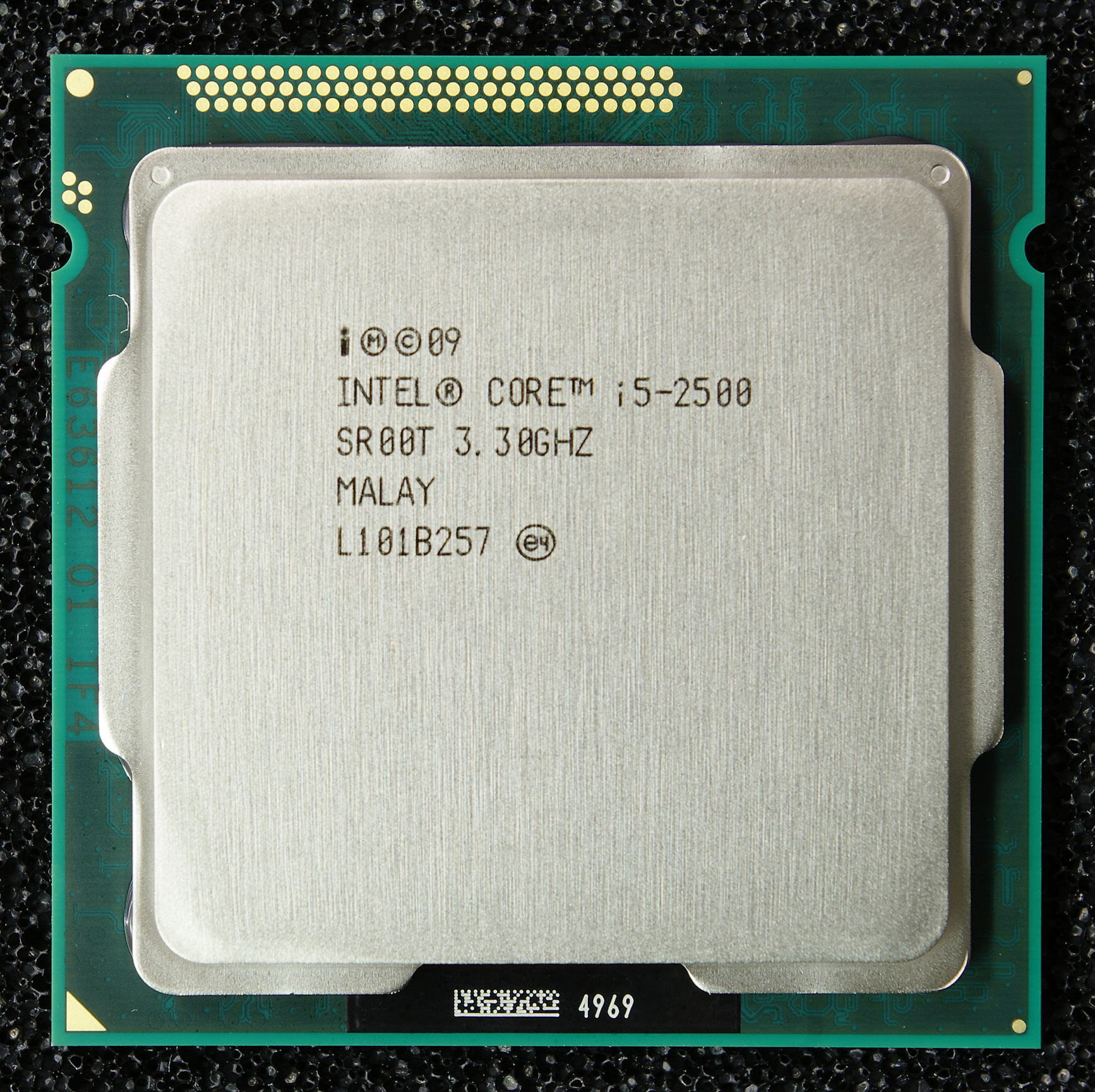
Intel Núcleo i5 procesador con HD Graphics 2000 integrado

### Tarjetas gráficas dedicadas
La tarjeta gráfica es el elemento que se encarga de mostrar imágenes en la pantalla y, además, ayuda al procesador a trabajar con vídeo, fotografías e imágenes en 3D. Estas tarjetas gráficas utilizan una gran cantidad de datos que tienen que compartir con el procesador. Dado que la memoria RAM es limitada y hay que compartirla, cuanta más memoria use la tarjeta gráfica menos memoria quedará disponible para otras tareas. Cuando en las características de un ordenador se habla de memoria dedicada lo que significa es que su tarjeta gráfica tiene una cierta cantidad de memoria (aparte de la RAM) que está reservada exclusivamente para ella.
En algunos casos, se puede integrar un chip gráfico dedicado en las placas base, por ejemplo B150-GP104. Independientemente del hecho de que el chip gráfico esté integrado, sigue contando como un sistema de tarjetas gráficas dedicadas porque el chip gráfico está integrado con su propia memoria.

## Teoría

Esquema de Placa Base

### Control de puente norte (Northbridge)
La mayoría de los ordenadores tienen una placa base que utiliza una estructura de Puente Sur y Puente Norte. El puente norte es uno de los chipset de lógica del núcleo que se encarga de las comunicaciones entre la  CPU, la GPU, la RAM y el puente sur. La tarjeta gráfica discreta se instala generalmente en la ranura de la tarjeta gráfica y los gráficos integrados se integran en la CPU o, ocasionalmente, en el puente norte. El puente norte es el más responsable de la conmutación entre las GPU. La forma en que funciona normalmente tiene el siguiente proceso:
1. El puente norte recibe la entrada del puente sur a través del bus interno.
2. El puente norte pasa la entrada a la CPU a través del bus del lado frontal..
3. La CPU ejecuta la aplicación de asignación de tareas (normalmente el controlador de la tarjeta gráfica) para determinar qué núcleo de GPU debe utilizarse.
4. El CPU pasa el comando al puente norte.
5. El puente norte el comando al núcleo de la GPU correspondiente.
6. El núcleo de la GPU procesa el comando y devuelve los datos renderizados al puente norte.
7. El puente norte envía los datos renderizados de vuelta al puente sur (Opcional).

### Control de puente sur (Southbridge)
El puente sur también se denomina I/O Controller Hub (ICH). Maneja todas las funciones de I/O de una computadora, como la recepción de la entrada del teclado y la salida de los datos en la pantalla. La manera como trabaja normalmente tiene dos pasos::
1. Toma la entrada del usuario y  la pasa al puente norte.
2. (Opcional) Recibir los datos renderizados del puente norte y darlos a conocer.

La razón por la que el segundo paso puede ser opcional es que a veces el renderizado de los datos se realiza directamente desde la tarjeta gráfica discreta que se encuentra en la ranura de la tarjeta gráfica, por lo que no hay necesidad de emitir los datos a través del puente sur.

## Objetivo principal
La conmutación de la GPU se utiliza principalmente para ahorrar energía al cambiar de tarjeta gráfica. Las tarjetas gráficas dedicadas consumen mucha más energía que las integradas, pero también proporcionan un mayor rendimiento 3D, lo que es necesario para una mejor experiencia de juego y de CAD. A continuación se muestra una lista de los TDPs de las CPU más populares con gráficos integrados y tarjetas gráficas dedicadas.
| Modelo                            | Modelo                | Modelo            | Modelo                       | Modelo                       | Modelo                       | Modelo                       | Plataforma |
| Gráfico integrado                 | Gráfico integrado     | Gráfico integrado | Tarjetas de Gráfico dedicado | Tarjetas de Gráfico dedicado | Tarjetas de Gráfico dedicado | Tarjetas de Gráfico dedicado | Plataforma |
| Intel                             | Intel                 | TDP               | Nvidia                       | TDP                          | AMD                          | TDP                          | Plataforma |
| CPU Frecuencia & de modelo        | Intel IGP Serie       | TDP               | Nvidia                       | TDP                          | AMD                          | TDP                          | Plataforma |
| --------------------------------- | --------------------- | ----------------- | ---------------------------- | ---------------------------- | ---------------------------- | ---------------------------- | ---------- |
| Intel Núcleo i7-6700K @ 4.00 GHz  | Intel HD Gráfico 530  | 91                | GTX 1080                     | 180                          | Radeon R9 Furia              | 275                          | Desktop    |
| Intel Núcleo i5-6600K @ 3.50 GHz  | Intel HD Gráfico 530  | 91                | GTX 970                      | 145                          | Radeon R9 Nano               | 175                          | Desktop    |
| Intel Núcleo i7-4790K @ 4.40 GHz  | Intel HD Gráfico 4600 | 88                | GTX 780Ti                    | 250                          | Radeon RX 480                | 150                          | Desktop    |
| Intel Núcleo i7-6700HQ @ 2.60 GHz | Intel HD Gráfico 530  | 45                | GTX 1080                     | 165                          | Radeon R9 M485X              | 125                          | Portátil   |
| Intel Núcleo i7-6500U @ 2.50 GHz  | Intel HD Gráfico 520  | 15                | GTX 980M                     | 100                          | Radeon R9 M470X              | 75                           | Portátil   |
| Intel Núcleo i5-6200U @ 2.30 GHz  | Intel HD Gráfico 520  | 15                | GTX 880M                     | 103                          | Radeon R9 M470               | 75                           | Portátil   |
| Intel Núcleo i5-5200U @ 2.20 GHz  | Intel HD Gráfico 5500 | 15                | GTX 870M                     | 103                          | Radeon HD 7950M              | 50                           | Portátil   |

Las tarjetas gráficas dedicadas presentan un consumo de energía mucho mayor que los gráficos integrados en ambas plataformas. Si se desactivan cuando no se necesita un procesamiento gráfico pesado, el consumo de energía puede reducirse significativamente.

## Tecnologías

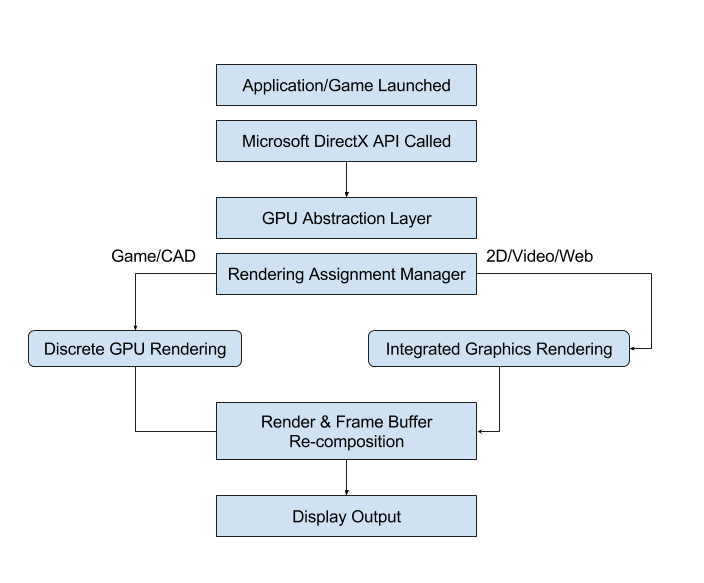
Un proceso de renderizado gráfico clásico con varios núcleos de GPU

### Nvidia Optimus
Nvidia Optimus™ es una tecnología de conmutación de GPU para ordenadores creada por  Nvidia que puede cambiar de forma dinámica y sin problemas entre dos tarjetas gráficas en función de los programas que se estén ejecutando.

### AMD Enduro
AMD Enduro™ es una marca colectiva desarrollada por AMD que cuenta con muchas nuevas tecnologías que pueden ahorrar energía de manera significativa. Anteriormente se denominaba: PowerXpress y Gráficos Dinámicos Conmutables (DSG). Esta tecnología implementa un sofisticado sistema para predecir la necesidad de uso potencial de las tarjetas gráficas y cambiar entre las tarjetas gráficas en función de la necesidad prevista. Esta tecnología también introduce un nuevo plan de control de energía que permite que las tarjetas gráficas discretas no consuman energía cuando están en reposo.

## Fabricantes

### Gráficos integrados
En los ordenadores personales, los IGP (procesadores gráficos integrados) son fabricados en su mayoría por Intel y AMD se integran en sus CPU. Se conocen comúnmente como:
- Intel HD E Iris Gráfico - también llamado HD serie y serie de Iris
- Unidad de Procesamiento Acelerado (APU) de AMD - también conocida anteriormente como: fusión

### Tarjetas gráficas dedicadas
Las tarjetas gráficas dedicadas más populares son fabricadas por AMD y Nvidia. Se conocen comúnmente como:
- AMD Radeon
- Nvidia GeForce

## Controladores y compatibilidad del sistema operativo
La mayoría de los sistemas operativos comunes tienen soporte incorporado para esta característica. Sin embargo, los usuarios pueden descargar los controladores actualizados de Nvidia o AMD para una mejor experiencia.

### Compatibilidad con Windows
Windows 7 tiene compatibilidad incorporada para esta funcionalidad. El sistema cambia automáticamente entre las GPU dependiendo del programa que se esté ejecutando. Sin embargo, el usuario puede cambiar las GPU manualmente a través del administrador de dispositivos o el administrador de energía.

### Compatibilidad con Linux
En los sistemas Linux, desde la versión 2.6.34 se ha añadido un parche llamado vga_switcheroo al núcleo Linux para poder trabajar con varias GPU. Aquí, el switch requiere un reinicio del sistema X Window para ser tenido en cuenta.

### Compatibilidad con macOS
macOS es compatible con esta función desde la versión 10.5 de Leopard. Desde el OS X Mountain Lion, Apple ha integrado el monitor de la GPU en el monitor de actividad.

## Problemas existentes
- La incompatibilidad del sistema o la inestabilidad de la fuente de alimentación pueden causar la pantalla azul de la muerte u otros errores.
- No se puede cambiar si el sistema estimó erróneamente el recurso de computación requerido
- La conmutación puede ocasionar un voltaje inestable que puede dar lugar a una pantalla intermitente.
- Controladores inconsistentes entre los proveedores para un cambio fluido